# Buzz! Junior: Jungle Party
Buzz! Junior: Jungle Party ist das erste Spiel der Buzz!-Junior-Reihe. Es besteht aus 42 Mini-Spielen, die im Ein- und Mehr-Spieler-Modus gespielt werden können.
Im Ein-Spieler-Modus sammelt der Spieler pro Spiel möglichst viele Punkte für die High Score Liste. Der Ein-Spieler-Modus umfasst 10 Spiele. Im Mehr-Spieler-Modus können zwei bis vier Spieler gegeneinander antreten. Hier sammeln die Spieler pro Spiel je nach Platzierung Bananen für den Gesamtstand. Der Mehr-Spieler-Modus umfasst 40 Spiele.
Am 7. August 2008 erschien dieses Spiel auch als PlayStation-Store-Download. Der rund 250 Megabyte große Download verfügt über fünf Minispiele aus der PlayStation-2-Version in 720p-Auflösung. Das Spiel wird ebenfalls mit den Buzzern gespielt. Für rund 5 Euro kann das Spiel direkt mit der PlayStation 3 aus dem Playstation Store geladen werden.

## Spiele

### Gedächtnis
- Lagerfeuer-Chaos
- Nilpferd-Platscher (Ein- und Mehr-Spieler-Modus)

### Geschicklichkeit
- Affen-Bongo
- Affenkatapult
- Dschungelhürden!
- Elefanten-Baseball (Ein- und Mehr-Spieler-Modus)
- Hochhalten
- In Deckung!
- Obstschlacht!
- Raketenritt
- Regentanz (Ein- und Mehr-Spieler-Modus)
- Revolver
- Räderlauf!

### Geschwindigkeit
- Affen-Schiesserei
- Drolliges Kroko!
- Elektro-Schocker!
- Hau das Eichhörnchen (Ein- und Mehr-Spieler-Modus)
- Kartenzählen!
- Klettertour
- Prügel-Revanche
- Schnipp-Schnapp!
- Totempfähle! (Ein- und Mehr-Spieler-Modus)
- Tödliches Dynamit
- Was passt nicht? (Ein- und Mehr-Spieler-Modus)

### Glück
- Es rappelt in der Kiste!
- Löwenbändigen!
- Primaten-Elfmeter (Ein- und Mehr-Spieler-Modus)
- Rundlauf!
- Sprudelbad!
- Strausseneier (Ein- und Mehr-Spieler-Modus)
- Von Tür zu Tür

### Glück & Taktik
- Affenbombe!
- Affenrutsche
- Freier Fall!

### Treffsicherheit
- Ballonschlacht
- Brückeneinsturz!
- Flussabwärts
- Inselschlacht!
- Kokosnuss-Katapult! (gibt es nur im Ein-Spieler-Modus)
- Platsch!
- Schildkröten-schießen (gibt es nur im Ein-Spieler-Modus)
- Seerosen-versenken!